# Fort Wellington
Fort Wellington – miejscowość w Gujanie, w regionie Mahaica-Berbice. Według danych szacunkowych na rok 2008 liczy 2266 mieszkańców.